# リアプロジェクションテレビ
リアプロジェクションテレビ（Rear Projection TV）は、画面に見立てたスクリーンの背面から内蔵プロジェクターで投影する形で表示する大型テレビの一種。略してリアプロとも呼ばれる。
通常のプロジェクターがスクリーンの前方から投影するため、通常のプロジェクターを「フロントプロジェクター」と呼ぶこともある。

## 概要
小型のブラウン管ないし液晶パネルの画像をミラーで反射し、スクリーンに投影する方式である。1990年代前半まで40インチ以上の大型ブラウン管や薄型テレビを製造する技術が無かったため、2000年前後にプラズマディスプレイが大型化するまで40インチ以上の大画面テレビにおいてはリアプロジェクションテレビしか選択肢は無かった。アメリカや中国では一般的に普及したものの、日本では箪笥並の大きさ（奥行き）などのデメリットが強く、一般家庭向けにはあまり普及しなかった。主にホールやホテルの宴会場で会場内カメラ（公演・株主総会・記者会見・披露宴など）の中継モニターとしての使われ方や、オフィスビルや公共施設のロビーでPRビデオの放映・デジタルサイネージの表示といった用途で見かける程度であった。
2005年前後に当時の最新技術を反映させ、奥行きの縮小化とハイビジョン表示対応またはデジタルチューナー搭載の機種が複数メーカーから発売され、薄型テレビと並ぶ大型テレビの選択肢として活況を呈していたが、その後の薄型テレビの価格下落と高画質化（高輝度・応答速度の向上）が続いたことでコスト面で見劣りする格好となり、日本では2008年までに各メーカーとも一般向け製品の生産・販売から撤退。世界市場でも2012年12月に三菱が撤退したことで終焉を迎えた。業務用システムとしてはその後もしばらく販売されていた。

### 利点・欠点
長所
- 大画面TVとしては当初安価（1インチ換算）だった（薄型テレビの量産効果によりアドバンテージは低下）
- 3色混合表示による自然、かつ奥行き感のある色表現
- 応答速度が速い（ソニーのSXRD搭載モデルでは2.5ms以下）
- 高コントラスト（SXRD、D-ILA共にデバイスコントラスト5000:1以上、セットコントラスト10000:1）
- 大画面TVとしてはおよそ同画面サイズの液晶やプラズマよりも省電力(目安60型程度で200W分の省電力とするとランプ寿命8000時間の視聴で累計1600kWh（22円/kWh換算で電気代3万5200円）分の省電力)
- ランプ交換による輝度回復可（ユーザー交換可）
- 高精細化が可能
- 構造がシンプルであり、液晶テレビやブラウン管テレビのような複雑な回路がなく、同じインチ数のテレビよりも重量が軽い。

短所
- スクリーンに直射光の当たるような場所で使うには明度が低い(ただしスクリーン投影は透過光なので、反射光であるフロントプロジェクターと異なり環境光の影響が非常に少なく、一般家庭の照明下での設置には支障は無い)
- 視野角が狭い（縦方向）
- 適正視聴距離以下での4隅の明度ムラ
- ランプの寿命が従来のテレビと比較して短い（ランプ購入コストが別途必要。1個あたり1万5000～2万5000円程度）
- 奥行きがPDP、液晶に比べて大きい
- 画面表面に軟質素材を使用したモデルが多いため物理的な衝撃で傷が付きやすい
- 視野角が広く、明度ムラを出さず、且つ光源のポテンシャル（高コントラストや高解像度等）を十分に引き出す透過型のスクリーンがない
- 家庭用ゲーム機を接続すると画面焼けを起こしてしまう。そのためスーパーファミコンやニンテンドウ64などは接続しないでくださいというステッカーが貼られている。

## メーカーの動向
日本メーカー各社がブラウン管方式のプロジェクションテレビを販売していたが、1990年代後半から次々と姿を消した。その後、日本メーカーのプロジェクションテレビはソニーが自社の透過型液晶パネルを用いた「グランドベガ」のみという時代が続いた。グランドベガはそれまでのリアプロジェクションテレビの水準を大きく引き上げる革新的な商品として北米市場で好販売となった。一方、プラズマテレビ、液晶テレビに関心が向いていた日本市場では販売低調であった。
2004年になり、プロジェクター向け透過型液晶パネルで圧倒的なシェアを持つセイコーエプソンが、アメリカで自社のパネルを用いたリアプロジェクションテレビを販売した。日本ではエプソンダイレクトが、直販のみで販売を始め、テレビ事業に参入した。続いて三洋電機もエプソンの透過型液晶パネルを搭載したリアプロジェクションテレビの販売を開始した。しかし、どちらもデジタルチューナーは内蔵していない。
また同年、プラズマ・液晶で自社パネルを持てなかった日本ビクターも古くから開発していた独自のLCOS（反射型液晶）デバイスであるD-ILAを用いたリアプロジェクションテレビを開発し、北米で発売した。透過型液晶パネルが開口率50%程度であるのに対し、D-ILAは90%以上の開口率を持ち、輝度が高く消費電力も低いリアプロジェクションテレビとして日本でも話題になった。さらに、D-ILAは無機配向膜を用いており半永久的な素子寿命を持つという特徴もある。2005年にはD-ILAパネルの生産力をこれまでの3倍に増強し、5月に地上デジタルチューナを初めて内蔵したD-ILA方式のリアプロジェクションテレビを日本で発売した。その後も同サイズの液晶パネルでフルHDの解像度を持つD-ILAを開発し、量産性を高めて比較的安価でフルHD画質を持つモデルを発売する等、ラインナップが充実させた。また、展示会等ではRGB3色のLEDやレーザー光を光源としたモデルや奥行き25cm程度の薄型のモデルを発表するなど、積極的に技術開発をおこなった。
ソニーも独自のLCOSデバイスであるSXRDを開発した。量産性はややビクターに劣るものの液晶のセルギャップ（膜厚）を薄くすることによって応答速度の高いパネルを開発し、QUALIAブランドから高級リアプロジェクションテレビとして発売した。その後も普及機としてブラビアブランドから透過型パネルのリアプロを発売しラインナップを増強する。2006年9月には日本市場にSXRDを搭載した普及機を新たに投入した。
三菱電機は変調素子にDMDを採用したDLP（テキサス・インスツルメンツ）方式で他社と比較して若干薄型のリアプロを開発した（2006年にはレーザー光を使用した新光源を開発した）。続いてシャープもDLP方式でリアプロに参入した。
LED、レーザーなどを用いたバックライトや薄型筐体のモデルを各社で開発・発売していたが、液晶テレビ・プラズマテレビの急激な値下がり、また、それらと比較される店頭での見栄えのなさなどから2006年頃からリアプロ市場は急速に縮小した。2007年12月、ソニーはリアプロテレビからの全面的な撤退・国内外の生産拠点の閉鎖を発表した。また日本ビクターもケンウッドとの経営統合の際にリアプロテレビの次世代機開発を含めた基本戦略の抜本的見直しを発表、エプソンもリアプロテレビ全機種の生産終了を発表し、国内の一般向け市場からはリアプロが消滅した。
キヤノンと東芝は2005年までにリアプロ参入を表明していたが、市販化は見送っていた。これを2008年までに正式撤回しSEDテレビの実用化に注力するとしたが、これも頓挫した。

## 方式
かつて、リアプロジェクションテレビの方式はブラウン管だった。しかし近年は次の3方式が急速に注目され、主流になっている。
- LCD（Liquid Crystal Display：透過型液晶）
- LCOS（Liquid Crystal On Silicon：反射型液晶）
- DLP（DigitalLight Processing）

以下にそれぞれの特徴を簡潔に述べる。

### ブラウン管
古来から使われていた方式。古くはカラーテレビを拡大しただけの1管方式もあったが、その後モノクロのブラウン管3玉にそれぞれ赤、青、緑のカラーフィルタを付けて投影する3管方式が主流になった。

### LCD
透過型液晶は後方からのバックライトの光の透過率を制御して映像を作る。光を透過させるために電極は画素の中にあるので、映し出された画面に画素の格子が目立つ。
かつては1板タイプのリアプロジェクションテレビ「ガイア」（シャープ）もあった。今は赤、青、緑の光の三原色をランプから分離してそれぞれのパネルで制御する3-LCD方式のみ。
- LCDを推奨する主なメーカー
  - セイコーエプソン
  - 三洋電機
  - ソニー
  - 富士通ゼネラル
  - 日立製作所
  - 松下電器産業

### LCOS
反射型液晶の一種であるが、電極を液晶の背後に配置することにより開口率を大幅に向上したもの。表面から光源を当て、その反射によって映像を作る。LCDと同様に光の三原色をそれぞれのディスプレイで制御する。LCD方式よりも輝度が高く（プラズマテレビより高いとも言われる）階調性も優れた映像が得られ無機配向膜の採用により半永久的な寿命を持つが、歩留まりがやや悪くコストが高いという欠点もある。
原理自体は難しいものではないためこれまで大手の電機メーカーや半導体メーカー各社が開発してきたが量産まで成功したのはビクター、ソニーと米Syntax-Brillianだけで、他社はみな撤退した。この3社は全て3板方式を採用している。
- LCOS を推奨する主なメーカー
  - 日本ビクター
  - ソニー（ソニーはLCDとLCOSを機種のコンセプトによって使い分けている）
  - Syntax-Brillian

### DLP
TEXAS INSTRUMENTSが開発したDMDを用いた全デジタル処理の信号処理方式の名前。微小な鏡を画素の数だけ並べたDigital Micromirror Deviceに、単板式のモデルは光の三原色の回転カラーフィルターを通過した光をあてて映像を作る。DMDはデバイスの名前なのでTIとしてはシステム販売のためにDLPという名称を用いている。
パネルが1枚のタイプと3枚のタイプがある。パネル1枚のタイプは色の表現力がやや弱くカラーフリッカーが若干あるが低コストであるため、こちらの方が主流である。また、画素格子が全く目立たないのも特徴である。
SmoothPictureというミラーを駆動させ水平方向の画素を2倍にする技術でハイビジョン画質（1920×1080）を低価格で実現している機種もある。
- DLPを推奨する主なメーカー
  - サムスン電子
  - シャープ
  - 三菱電機
  - 東芝
  - NEC
  - BARCO
  - Christie